# Пашман (општина)
Пашман је насељено место и седиште општине у Задарској жупанији, на острву Пашману, Република Хрватска.

## Историја
До територијалне реорганизације у Хрватској налазио се у саставу бивше велике општине Биоград на Мору.

## Становништво
На попису становништва 2011. године, општина Пашман је имала 2.082 становника, од чега у самом Пашману 392.

## Попис1991.
На попису становништва 1991. године, насељено место Пашман је имало 452 становника, следећег националног састава:
| Попис 1991.‍  | Попис 1991.‍  | Попис 1991.‍ | Попис 1991.‍ | Попис 1991.‍ |
| ------------ | ------------ | ----------- | ----------- | ----------- |
|              |              |             |             |             |
| Хрвати       | Хрвати       |             | 442         | 97,78%      |
| Срби         | Срби         |             | 2           | 0,44%       |
| Италијани    | Италијани    |             | 1           | 0,22%       |
| Југословени  | Југословени  |             | 1           | 0,22%       |
| Словенци     | Словенци     |             | 1           | 0,22%       |
| остали       | остали       |             | 2           | 0,44%       |
| неопредељени | неопредељени |             | 1           | 0,22%       |
| регион. опр. | регион. опр. |             | 1           | 0,22%       |
| непознато    | непознато    |             | 1           | 0,22%       |
| укупно: 452  |              |             |             |             |